# تاريخ راجستان

موقع راجستان

يعود تاريخ الاستيطان البشري في ولاية راجستان غربي الهند إلى نحو 100 ألف سنة مضت. نحو 5000 إلى 2000 قبل الميلاد، كانت العديد من مناطق ولاية راجستان تنتمي إلى موقع حضارة وادي السند. كاليبانغان هو موقع نهر السند الرئيسي في راجستان، حيث اكتشِفت مذابح النار، مماثلة لتلك الموجودة في لوتهال.
نحو عام 2000 قبل الميلاد، تدفق نهر ساراسفاتي عبر سلسلة جبال أرافالي في الولاية. خلال الفترة الفيدية، عُرفت منطقة راجستان الحالية باسم براهمافارتا (الأرض التي خلقتها الآلهة وتقع بين النهرين الإلهيين ساراسواتي ودريشادواتي). كانت مملكة ماتسيا (نحو 1500-350 قبل الميلاد) واحدة من أهم الممالك الفيدية. كان الحاكم الرئيسي للمملكة هو الملك فيراتا، الذي شارك في حرب كوروكشترا بجانب باندفيون. بعد الفترة الفيدية، حكمت راجستان العديد من الماهاجانابادا بما في ذلك ماتسيا، وسوراسينا، وكورو، وأرجونايانا، وسيفيس وغيرهم.
شهدت أوائل العصور الوسطى ظهور العديد من ممالك راجبوت مثل تشوهانز أجمر، وسيسوديا ميوار، وغورجارا براتيهارا، وراثورس ماروار، بالإضافة إلى العديد من عشائر راجبوت مثل جوهيل وشيخاوات شيخاواتي. اعتبِرت إمبراطورية غورجارا-براتيهارا حاجزًا أمام الغزاة العرب منذ القرن الثامن وحتى القرن الحادي عشر، وكانت قوة جيش براتيهارا هي التي منعت بشكل فعال تقدم العرب خارج حدود السند، وهو غزوهم الوحيد منذ ما يقرب من 300 عام.
قاد بريثفيراج تشوهان تحالفًا هزم جيش الغوريين، غوهيل وسيسوديا من شيتور، الذين استمروا في مقاومة المغول على الرغم من التحديات الكبرى وأدى ذلك في النهاية إلى ظهور قيادة ماهارانا هامير، وماهارانا كومبا، وماهارانا سانغا، وماهارانا براتاب، وماهارانا راج سينغ.
في مسيرته العسكرية الطويلة، حقق ماهارانا سانغا سلسلة من النجاحات المتواصلة ضد العديد من الممالك الإسلامية المجاورة، وأبرزها سلالة لودهيون في دلهي. وحد العديد من عشائر راجبوت لأول مرة منذ معركة تارين الثانية وسار ضد الحاكم التيموري بابر. كان ماهارانا براتاب في القرن السادس عشر، وأصبح كلا الرجلين رمزًا لبسالة راجبوت ضد الغزوات المغولية.
من بين حكام راجستان المشهورين الآخرين مالديو راثور من ماروار، وراي سينغ من بيكانير، وحكام كاشاوا في جايبور، ومن بينهم مان سينغ الأول وساواي جاي سينغ. بينما ظهرت ممالك جات في أوائل العصر الحديث، وشملت جوهيا من جانغالديش، وسينسينوارس من ولاية بهاراتبور، بالإضافة إلى عشيرة بامروليا وراناس من دولبور. كان مهراجا سوراج مال أعظم حاكم جات لراجستان. كان مهراجا جانجا سينغ من ولاية بيكانير الحاكم البارز في العصر الحديث. أعظم إنجازاته هو الانتهاء من مشروع قناة غنغا في عام 1927.
من بين العديد من الأعمال المعمارية الأكثر أهمية في ولاية راجستان: جانتار مانتار، ومعابد ديلوارا، ومنتجع ليك بالاس، وقصر مدينة جايبور، وقصر مدينة أودايبور، وقلعة شيتور، ونهر هافل، وكومبالغاره المعروف أيضًا باسم سور الهند العظيم.
أبرم البريطانيون عدة معاهدات مع حكام راجستان وصنعوا أيضًا حلفاء من الحكام المحليين، الذين سُمح لهم بحكم ولاياتهم الأميرية. تميزت هذه الفترة بالمجاعات والاستغلال الاقتصادي. أما وكالة راجبوتانا فهي مكتب سياسي للإمبراطورية الهندية البريطانية يتعامل مع مجموعة من الولايات الأصلية في راجبوتانا (راجستان حاليًا).
بعد استقلال الهند في عام 1947، دُمجت ولايات راجبوتانا الأميرية المختلفة في سبع مراحل لتشكيل ولاية راجستان الحالية في 1 نوفمبر 1956.

## فترة تاريخ ولاية راجستان
فترة ما قبل التاريخ (العصر الحجري)
- العصر الحجري البدائي (نحو 10,00,000 – 1,00,000 قبل الميلاد)
- العصر الحجري الأوسط (نحو 100,000 – 40,000 قبل الميلاد)
- العصر الحجري اللاحق (نحو 40,000 – 8,000 قبل الميلاد)
- العصر الحجري الحديث (نحو 8,000 – 5,000 قبل الميلاد)

الفترة الأولية التاريخية (نحو 5000 – 1500 قبل الميلاد)
- العصر النحاسي (نحو 5000 – 3000 قبل الميلاد)
- العصر البرونزي (نحو 3000 – 1500 قبل الميلاد)

العصر الحديدي والفترة القديمة (نحو 1500 – 300 قبل الميلاد)
- الفترة الفيدية (نحو 1500 – 600 قبل الميلاد)
- ماهاجاناباداس والممالك القبلية (نحو 600 قبل الميلاد – 300 قبل الميلاد)
  - في هذه الفترة حكمت ولاية راجستان ممالك مثل سيفي وسلوى ومالوا وغيرها. حكمت هذه الممالك أيضًا في ظل الإمبراطورية الماورية.

الفترة الكلاسيكية (نحو 300 قبل الميلاد – 550 الحقبة الحالية)
حكمت العديد من الممالك القبلية بشكل مستقل في ظل إمبراطورية كوشان، وإمبراطورية جوبتا.
فترة العصور الوسطى المبكرة (نحو 550 – 1000 الحقبة الحالية)
تُعرف هذه الفترة أيضًا باسم «فترة راجبوت»، بسبب ظهور العديد من سلالات وممالك راجبوت.
أواخر العصور الوسطى (نحو 1000 – 1568 الحقبة الحالية)
تميزت هذه الفترة بالنضال والمقاومة ضد التوسع الإسلامي من قبل ممالك راجبوت.
الفترة الحديثة (نحو 1568–1947 الحقبة الحالية)
- غزوات المغول والمقاومة ضدهم (نحو 1568–1720).
- تأثيرات المراثا (نحو 1720–1817).
- ولايات راجبوتانا الأميرية تحكم في ظل الإمبراطورية البريطانية (نحو 1817 – 1947)

فترة ما بعد الاستقلال (نحو 1947 فصاعدًا).
- توحيد راجستان (1948 – 1956).

## الفترة الأولية التاريخية (نحو 5000-1500 قبل الميلاد)

### حضارة وادي السند
حضارة السند-ساراسواتي، أو حضارة وادي السند، حضارة العصر البرونزي في المناطق الشمالية الغربية من الهند، واستمرت منذ 3300 قبل الميلاد وحتى 1300 قبل الميلاد، وفي شكلها الناضج منذ 2600 قبل الميلاد وحتى 1900 قبل الميلاد.
- تعد بارور (سري جانجاناجار) وكارانبورا (هانومانجاره) من المواقع الرئيسية لحضارة وادي السند في راجستان.

### حضارة كاليبانغان
كاليبانغان مدينة تقع في تحصيل بيليبانجان في منطقة هانومانجاره. أسِست على دلتا الأرض عند التقاء نهر دريشادفاتي ونهر ساراسفاتي. تَعرف لويجي تيسيتوري على طابع ما قبل التاريخ وما قبل المورياني لحضارة وادي السند لأول مرة في هذا الموقع. نُشر تقرير التنقيب في كاليبانغان بالكامل في عام 2003 من قبل هيئة المسح الأثري في الهند، بعد 34 عامًا من الانتهاء من أعمال التنقيب.
خلص التقرير إلى أن كاليبانغان كانت عاصمة إقليمية رئيسية لحضارة وادي السند. تميزت كاليبانجان «بمذابح النار» الفريدة وأقدم «حقل محروث» موثق في العالم. في نحو 2900 قبل الميلاد، تطورت منطقة كاليبانغان إلى ما يمكن اعتباره مدينة مخططة.
اكتشِف موقع كاليبانغان الذي يعود إلى عصور ما قبل التاريخ على يد لويجي بيو تيسيتوري، وهو عالم هندي إيطالي (1887–1919). أجرى بعض الأبحاث في النصوص الهندية القديمة وتفاجأ بطبيعة الآثار الموجودة في تلك المنطقة. طلب المساعدة من جون مارشال من هيئة المسح الأثري في الهند.
سلط التنقيب الضوء بشكل غير متوقع على سلسلة ثقافات ذات شقين، تنتمي الثقافة العليا (كاليبانغان الأول) إلى هارابان، مما يوضح تخطيط الشبكة المميز للمدينة والأخرى السفلية (كاليبانغان الثاني) وسميت سابقًا ما قبل هارابان ولكنها تسمى الآن «هارابان الأولية» أو سابقًا. تشمل المواقع القريبة الأخرى التابعة لحضارة وادي السند بالو، ووكونال، بانوالي وما إلى ذلك.

### حضارة غانيشوار
تقع قرية غانيشوار بالقرب من مناجم النحاس في منطقة سيكار-جونجونو في حزام النحاس خيتري في راجستان. تضم ثقافة غانيشوار-جودبورا أكثر من 80 موقعًا آخر حدِدت حاليًا.
قدرت الفترة بنحو 3000-2000 قبل الميلاد. كتب المؤرخ راتنا شاندرا أغراوالا أنه جرى التنقيب عن غانيشوار في عام 1977. وكشفت الحفريات عن أشياء نحاسية بما في ذلك رؤوس السهام، ورؤوس الحراب، وخطافات الأسماك، والأساور، والأزاميل. بفضل أحجارها الدقيقة والأدوات الحجرية الأخرى، يمكن إرجاع ثقافة غانيشوار إلى فترة ما قبل هارابان.
شهدت غانيشوار ثلاث مراحل ثقافية:
- الفترة الأولى (3800 قبل الميلاد) والتي تميزت بمجتمعات الصيد والجمع باستخدام أدوات الصوان.
- تُظهر الفترة الثانية (2800 قبل الميلاد) بدايات الأعمال المعدنية في النحاس والفخار الطيني المحروق.
- تميزت الفترة الثالثة (1800 قبل الميلاد) بإنتاج مجموعة متنوعة من السلع الفخارية والنحاسية.